# Фармацевтический завод «Аль-Шифа»
Фармацевтический завод «Аль-Шифа» (араб. الشفاء, романизированное написание: aš-šifāʔ, букв. «лекарство») в Кафури, Северный Хартум, Судан, была построена в период с 1992 по 1996 год из компонентов, импортированных из Германии, Индии, Италии, Швеции, Швейцарии, Таиланда и США. Она была открыта 12 июля 1997 года и подверглась бомбардировке со стороны США 20 августа 1998 года. Промышленный комплекс состоял из четырёх зданий. Это была крупнейшая фармацевтический завод в Хартуме, на которой работало более 300 человек, производивших лекарства как для людей, так и для животных.
Завод был разрушен в 1998 году в результате ракетного удара, нанесённого Соединёнными Штатами. Один сотрудник погиб, одиннадцать получили ранения. Правительство США заявило, что завод использовался для производства нервно-паралитического вещества VX и что владельцы завода были связаны с террористической группировкой «Аль-Каида».
Эти оправдания бомбардировки были оспорены владельцами завода, правительством Судана и другими правительствами. Позднее американские официальные лица признали, что «доказательства, побудившие президента Клинтона отдать приказ о ракетном ударе по заводу в Шифе, были не такими убедительными, как утверждалось изначально». Позже официальные лица заявили, что не было никаких доказательств того, что на заводе производили или хранили нервно-паралитический газ, как изначально подозревали американцы, или что он был связан с Усамой бен Ладеном, который в 1980-х годах жил в Хартуме". Нападение произошло через неделю после скандала с Моникой Левински и через два месяца после выхода фильма «Плутовство», что побудило некоторых комментаторов назвать нападение отвлекающим манёвром, чтобы отвлечь общественность от скандала.

## Разрушение
20 августа 1998 года завод был разрушен в результате ударов крылатых ракет, нанесённых ВМС США, предположительно в отместку за взрывы заминированных грузовиков в посольствах Соединённых Штатов в Дар-эс-Саламе, Танзания, и Найроби, Кения, 7 августа. Администрация президента Билла Клинтона оправдала теракты, получившие название «Операция „Infinite Reach“», тем, что завод в Аль-Шифе занимался производством смертельного нервно-паралитического вещества VX и был связан с исламистской группировкой «Аль-Каида» Усамы бен Ладена, которая, как считалось, стояла за взрывами в посольствах и операцией «Божинка» — предполагаемым крупномасштабным террористическим заговором. 20 августа США также нанесли удар по лагерям «Аль-Каиды» в Афганистане, куда бен Ладен переехал после своего изгнания из Судана в мае 1996 года.
Посол Германии в Судане с 1996 по 2000 год Вернер Даум сообщил Министерству иностранных дел Германии в день бомбардировки, что завод нельзя назвать заводом по производству химического оружия. Скорее, завод «в основном производил лекарства для людей, такие как антибиотики, противомалярийные препараты, лекарства от диареи, инфузионные растворы и некоторые ветеринарные препараты».

## Доказательства

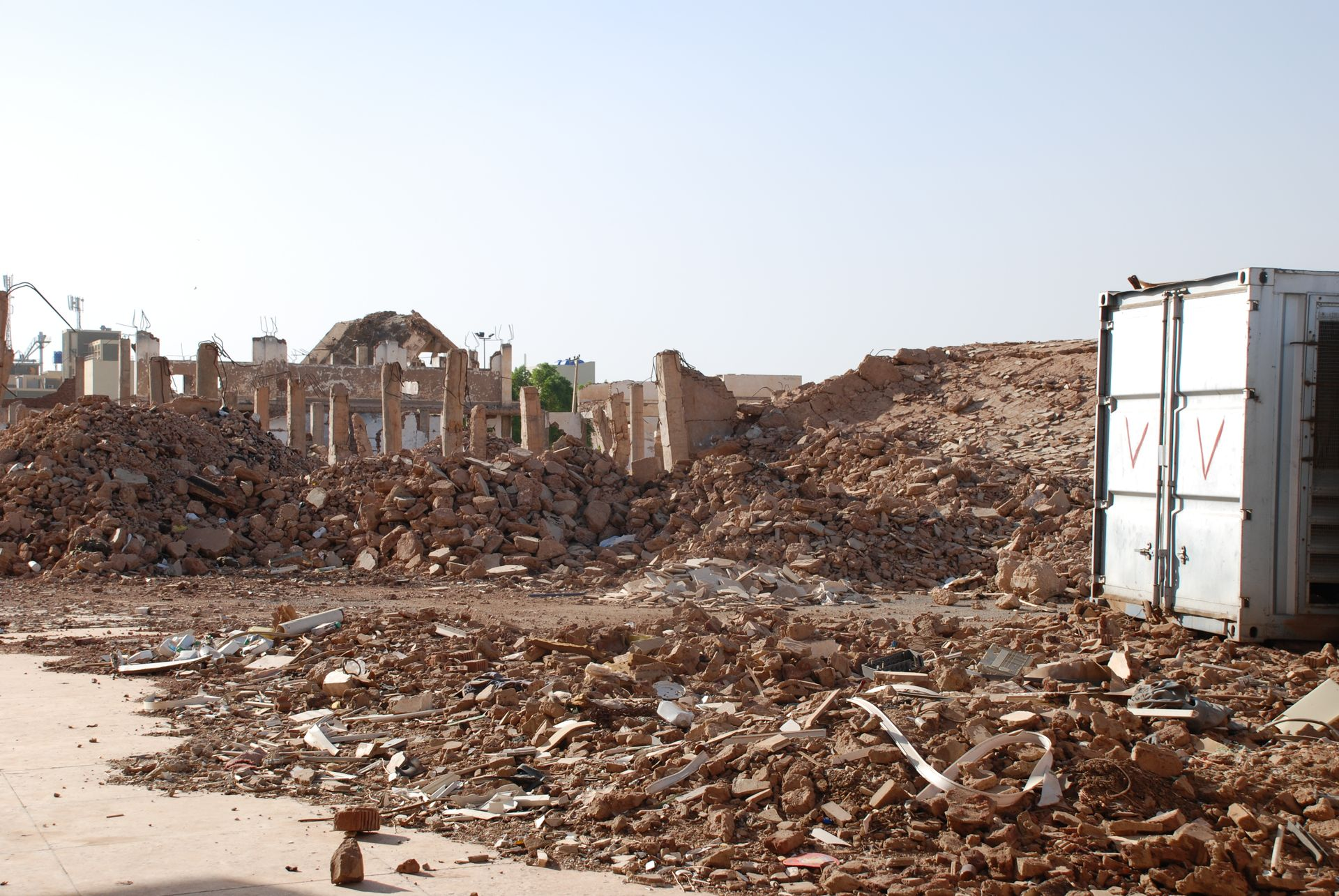
Руины разрушенного завода в 2008 году

Ключевым вещественным доказательством, связывающим завод «Аль-Шифа» с производством химического оружия, стало обнаружение ЭМТЛ в образце почвы, взятом на заводе во время секретной операции ЦРУ. ЭМТЛ, или О-этилметилфосфоновая кислота, классифицируется как вещество из Списка 2B Конвенции о запрещении химического оружия. Это означает, что, хотя она является прекурсором химического оружия (её можно использовать для производства нервно-паралитического вещества VX), она также имеет законное применение в небольших масштабах вне химического оружия, поэтому её разрешено производить в небольших количествах. Несмотря на то, что существовали потенциальные способы применения и запатентованные процессы с использованием ЭМТЛ, например, в производстве пластика, не было задокументировано ни одного случая промышленного применения ЭМТЛ, а также не было продуктов, содержащих ЭМТЛ. Однако Конвенция о запрещении химического оружия не запрещает его, как изначально утверждало правительство США. Более того, наличие ЭМТЛ вблизи границы Аль-Шифы не доказывает, что она была произведена на заводе; согласно отчёту Майкла Барлетты, ЭМТЛ могла «храниться или перевозиться вблизи Аль-Шифы, а не производиться там».
Заместитель госсекретаря Томас Пикеринг заявил, что у него есть достаточно доказательств против Судана, в том числе контакты между официальными лицами на заводе Аль-Шифа и иракскими экспертами по химическому оружию. При этом иракская программа по созданию химического оружия была единственной, в которой ЭМТЛ использовался для производства VX. Национальный демократический альянс (НДА), суданская оппозиция в Каире во главе с Мубараком аль-Махди, также настаивала на том, что на заводе производились компоненты для химического оружия. По словам представителей администрации Клинтона, завод, кроме того, находился под усиленной охраной и не демонстрировал никаких признаков обычной коммерческой деятельности. Однако британский инженер Томас Карнаффин, работавший техническим руководителем во время строительства завода с 1992 по 1996 год, заявил, что завод не был ни хорошо охраняемым, ни секретным, и что он никогда не видел доказательств производства ингредиента, необходимого для создания нервно-паралитического газа. Группа, которая следит за соблюдением договора о запрещении химического оружия, объявила, что ЭМТЛ действительно преследовала законные коммерческие цели при производстве фунгицидов и антибиотиков, а владелец завода в интервью решительно заявил, что завод не использовался ни для чего, кроме производства фармацевтических препаратов, и что нет никаких доказательств обратного. Бывший советник администрации Клинтона по борьбе с терроризмом Ричард А. Кларк и бывший советник по национальной безопасности Сэнди Бергер также отметили предполагаемые связи завода с бывшим правительством Ирака. Кларк также упомянул контракт Ирака с Аль-Шифой на 199 000 долларов на поставку ветеринарных препаратов в рамках программы ООН «Нефть в обмен на продовольствие». Дэвид Кей, бывший инспектор ООН по вооружениям, также заявил, что Ирак, возможно, помогал в строительстве завода Аль-Шифы, отметив при этом, что у Судана вряд ли были технические знания для производства VX.
Однако позже официальные лица признали, что «доказательства, побудившие президента Клинтона отдать приказ о ракетном ударе по заводу в Шифе, были не такими убедительными, как казалось на первый взгляд. Более того, позже официальные лица заявили, что не было доказательств того, что завод производил или хранил нервно-паралитический газ, как изначально подозревали американцы, или был связан с Усамой бен Ладеном, который в 1980-х годах жил в Хартуме».
Однако представитель Госдепартамента Клинтона заявил, что финансовый менеджер бен Ладена утверждал, что бен Ладен инвестировал в «Аль-Шифу». Менеджер «Аль-Шифы» жил в том же доме в Судане, где ранее жил бен Ладен.
В 1999 году Бюро разведки и исследований Госдепартамента США написало докладную записку, в которой ставилось под сомнение нападение на фабрику и высказывалось предположение, что связь с бен Ладеном была недостоверной. Джеймс Райзен сообщил в New York Times: «Теперь аналитики вновь выразили свои сомнения и сообщили помощнику госсекретаря Филлис Оукли, что доказательства ЦРУ, на которых было основано нападение, были недостаточными. Мисс Оукли попросила их перепроверить информацию; возможно, они не видели каких-то разведданных. Ответ пришёл быстро: дополнительных доказательств не было. Мисс Оукли созвала совещание ключевых помощников, и они пришли к единому мнению: вопреки тому, что говорила администрация, доказательства, связывающие „Аль-Шифу“ с бен Ладеном или с химическим оружием, были слабыми». Председатель «Эль-Шифа Фармасьютикал Индастриз», который критикует правительство Судана, сказал журналистам: «У меня были списки всех химикатов и записи о каждом сотруднике. Здесь не производили такие нервно-паралитические химикаты».
Тем не менее в 2004 году министр обороны Клинтон Уильям Коэн дал показания Комиссии по расследованию событий 11 сентября, охарактеризовав «Аль-Шифу» как «объект, связанный с оружием массового поражения», который играл «роль в производстве химического оружия» и представлял опасность, поскольку с помощью предполагаемых связей с иракской программой по производству химического оружия мог помочь «Аль-Каиде» получить технологии производства химического оружия.
Правительство Судана хочет сохранить завод в разрушенном состоянии в качестве напоминания об американской атаке и призвало Организацию Объединённых Наций расследовать инцидент, против чего выступили США. Судан попросил США извиниться за атаку, но США отказались, сославшись на то, что не исключили возможность того, что завод имел какое-то отношение к разработке химического оружия.
Сразу после удара правительство Судана потребовало, чтобы Совет Безопасности ООН провёл расследование на месте происшествия, чтобы определить, использовалось ли оно для производства химического оружия или прекурсоров. Против такого расследования выступили США, которые также заблокировали проведение независимого лабораторного анализа образца, предположительно содержащего ЭМТ. Майкл Барлетта пришёл к выводу, что нет никаких доказательств того, что завод Аль-Шифа когда-либо участвовал в производстве химического оружия, и известно, что многие из первоначальных обвинений США были ложными.

## Последствия
В газете The Observer отметили, что «потеря этого завода является трагедией для сельских общин, которые нуждаются в этих лекарствах», цитируя Тома Карнаффина, технического менеджера, «хорошо знавшего» разрушенный завод. Месяц спустя корреспондент The Guardian Патрик Винтур уточнил, что завод «обеспечивал 50 % суданских лекарств, а его уничтожение привело к тому, что в стране не осталось запасов хлорохина, стандартного средства для лечения малярии». Он также отметил, что британское правительство (которое публично поддержало решение США разбомбить завод) отклонило просьбы «о пополнении запасов хлорохина в рамках оказания чрезвычайной помощи до тех пор, пока суданцы не смогут восстановить своё фармацевтическое производство». Завод был основным источником суданских противомалярийных и ветеринарных препаратов в соответствии с бюллетенем Конвенций по химическому и биологическому оружию (ХБО).
Посол Германии в Судане на момент авиаудара Вернер Даум в 2001 году написал статью, в которой назвал «несколько десятков тысяч смертей» суданских мирных жителей, вызванных нехваткой лекарств, «разумным предположением».
Организация Human Rights Watch сообщила, что бомбардировка непреднамеренно привела к прекращению оказания гуманитарной помощи в районах Судана, охваченных голодом из-за продолжающейся в стране гражданской войны. Многие из этих агентств были полностью или частично укомплектованы американцами, которые впоследствии покинули страну, опасаясь возмездия. В письме этого агентства президенту Клинтону говорилось, что «многие гуманитарные операции были отложены на неопределённый срок, в том числе важнейшая из них, проводимая базирующейся в США организацией International Rescue Committee, где ежедневно умирают более 50 жителей юга». Марк Хабанд в Financial Times написал, что нападение «разрушило <…> ожидаемые выгоды от политического сдвига в основе исламистского правительства Судана» в сторону «прагматичного взаимодействия с внешним миром».
Журналист Джейсон Бёрк в книге «Аль-Каида: отбрасывая тень террора» утверждает, что операция «Infinite Reach» «лишь подтвердила бен Ладену и его ближайшим соратникам, а также другим людям с похожими взглядами по всему миру, что их представление о мире как о космической борьбе между добром и злом было верным».

## Критика
Кристофер Хитченс писал, что фабрику «нельзя было свернуть, как палатку, и унести за день или около того. И у Соединённых Штатов есть дипломатические отношения с Суданом. … Так в чём же была спешка? … На самом деле, на этот вопрос есть только один возможный ответ. Клинтону нужно было выглядеть „по-президентски“ в течение дня».
В отчёте Комиссии по 11 сентября были проанализированы так называемые теории из фильма «Плутовство» (удары были нанесены с целью отвлечь внимание от внутренних и политических проблем), и не было найдено оснований ни верить в них, ни не верить показаниям и утверждениям бывшего президента Клинтона, бывшего вице-президента Гора, главы ЦРУ Тенета, а также бывших советников по национальной безопасности Бергера и Кларка о том, что уничтожение Аль-Шифы по состоянию на 2004 год всё ещё было оправданной целью национальной безопасности.
Министерство юстиции США при президенте Джордже У. Буше-млад. 13 февраля 2001 года привлекло предполагаемого перебежчика из «Аль-Каиды» в качестве свидетеля по своему текущему делу против Усамы бен Ладена. Свидетель Джамаль аль-Фадль показал, что боевики «Аль-Каиды», с которыми он был связан, занимались производством химического оружия в Хартуме, Судан, примерно в 1993 или 1994 году.
В 2001 году газета The Guardian сообщила, что "владелец завода Салах Идрис категорически отрицал, что он или его завод имели какое-либо отношение к такому оружию или каким-либо террористическим группировкам. Он попытался подать в суд на правительство США, потребовав 35 млн фунтов стерлингов, после того как нанял экспертов, чтобы доказать, что на заводе производили только лекарства. Несмотря на растущую поддержку дела Идриса в США и Великобритании, Вашингтон отказался отозвать свои претензии и оспорил иск. Суд отклонил дело на основании доктрины политических вопросов, и Идрис безуспешно подал апелляцию.
Бомбардировка завода «Аль-Шифа» вновь попала в новости в апреле 2006 года после увольнения бывшего аналитика ЦРУ Мэри Маккарти. Маккарти была против бомбардировки завода в 1998 году и написала официальное письмо с протестом президенту Клинтону. По словам бывшего аналитика ЦРУ Майкла Шойера, она сомневалась, что завод был связан с «Аль-Каидой» или производил химическое оружие. Газета New York Times сообщила: «В случае с фармацевтическим заводом „Аль-Шифа“ в Хартуме, Судан, её опасения могли быть обоснованными. Суданские власти и владелец завода отрицали какую-либо связь с „Аль-Каидой“. После теракта в прессе появились сообщения о том, что в Белом доме ведутся внутренние дебаты о том, были ли разведданные о заводе точными. В конце концов, представители администрации Клинтона признали, что самым убедительным доказательством, использованным для оправдания нанесения удара по заводу, был единственный образец почвы, который, по-видимому, указывал на наличие химического вещества, используемого для производства газа VX».

## Ответственность
Томас Джоселин цитирует Дэниела Бенджамина, бывшего сотрудника Совета национальной безопасности США: «В отчёте Комиссии по 11 сентября отмечается, что сотрудники Совета национальной безопасности проанализировали разведданные в апреле 2000 года и пришли к выводу, что оценка ЦРУ разведданных о бен Ладене и аль-Шифе была верной. Подпись под докладной запиской Клинтону поставили Ричард Кларк и Мэри Маккарти, старший директор Совета национальной безопасности по разведывательным программам, которые выступали против бомбардировки аль-Шифы в 1998 году». В отчёте также отмечается, что в своих показаниях перед комиссией Эл Гор, Сэнди Бергер, Джордж Тенет и Ричард Кларк поддержали решение о бомбардировке Аль-Шифы".
Бывший министр обороны Коэн в своих показаниях Комиссии по расследованию терактов 11 сентября 2004 года вместе с другими упомянутыми членами кабинета Клинтона по вопросам безопасности в своих отдельных показаниях Комиссии по расследованию терактов 11 сентября защищал решение о ликвидации «Аль-Шифы»: «В то время разведывательное сообщество на самом высоком уровне неоднократно заверяло нас, что „лучше и быть не может“ с точки зрения уверенности в выводах разведки относительно сложной цели. Для такой уверенности были веские основания, в том числе многочисленные подкрепляющие друг друга элементы информации, начиная со связей организации, построившей объект, как с бен Ладеном, так и с руководством иракской программы по созданию химического оружия; беспрецедентные меры безопасности при строительстве объекта; вещественные доказательства на месте; а также другая информация из агентурных и технических источников. Учитывая то, что мы знали о заинтересованности террористов в приобретении и использовании химического оружия против американцев, а также оценку разведданных, предоставленную нам в отношении объекта Аль-Шифа, я продолжаю считать, что его уничтожение было правильным решением».